# Pattinaggio di velocità agli XI Giochi olimpici invernali - 500 m maschile
La competizione dei 500 m maschili di pattinaggio di velocità agli XI Giochi olimpici invernali si è svolta il giorno 5 febbraio 1972 sulla pista del Makomanai Open Stadium a Sapporo.

## La gara
Si presentarono come favoriti il campione olimpico in carica il tedesco Erhard Keller, il campione del mondo del 1971 e il due volte primatista mondiale Valerij Muratov sovietico, il finlandese Leo Linkovesi che aveva recentemente infranto il record mondiale di Keller con 38”0 a Davos nel gennaio 1972, e infine l’olandese Ard Schenk che era il più grande pattinatore all-around del mondo e aveva intenzione di vincere tutte le quattro medaglie d'oro del pattinaggio di velocità, per uguagliare  la prodezza di Lidija Skoblikova a Innsbruck 1964, ma non era forte in questa prova dei 500 metri.
Nella prima batteria lo svedese Hasse Börjes ottenne il record olimpico di 39”69, che fu considerato un tempo formidabile. Keller passo in vantaggio nella terza batteria, finendo in 39”44. Muratov era nel batteria successiva e chiuse con 39”80. Schenk era nella quinta batteria cadde subito e nonostante abbia terminato la gara, è finito al 34 ° posto. Linkovesi corse in seguito, ma il suo 40”14 gli è valso solo il sesto posto.  
Keller si riconfermò campione olimpico a Börjes la medaglia d’argento a Muratov il bronzo.

## Risultati
| Pos.    | Atleta                  | Nazione          | 100 m. | 500 m. | Nota            |
| ------- | ----------------------- | ---------------- | ------ | ------ | --------------- |
| Oro     | Erhard Keller           | Germania Ovest   | 10"06  | 39"44  | Record olimpico |
| Argento | Hasse Börjes            | Svezia           | 9"93   | 39"69  |                 |
| Bronzo  | Valerij Muratov         | Unione Sovietica | 9"87   | 39"80  |                 |
| 4       | Per Bjørang             | Norvegia         | 9"85   | 39"91  |                 |
| 5       | Seppo Hänninen          | Finlandia        | 9"94   | 40"12  |                 |
| 6       | Leo Linkovesi           | Finlandia        | 9"75   | 40"14  |                 |
| 7       | Ove König               | Svezia           | 9"93   | 40"25  |                 |
| 8       | Masaki Suzuki           | Giappone         | 9"94   | 40"35  |                 |
| 9       | Mats Wallberg           | Svezia           | 9"88   | 40"41  |                 |
| 10      | Hans Lichtenstern       | Germania Ovest   | 10"07  | 40"55  |                 |
| 11      | Pete Eberling           | Stati Uniti      | 10"01  | 40"58  |                 |
| 12      | Lasse Efskind           | Norvegia         | 9"9    | 40"60  |                 |
| 13      | Takayuki Hida           | Giappone         | 9"91   | 40"62  |                 |
| 14      | Vladimir Komarov        | Unione Sovietica | 10"10  | 40"65  |                 |
| 15      | Neil Blatchford         | Stati Uniti      | 9"81   | 40"67  |                 |
| 16      | Johan Granath           | Svezia           | 9"86   | 40"79  |                 |
| 17      | Norio Hirate            | Giappone         | 9"97   | 41"08  |                 |
| 18      | Johan Lind              | Norvegia         | 10"23  | 41"14  |                 |
| 19      | Keiichi Suzuki          | Giappone         | 10"18  | 41"28  |                 |
| 20      | Greg Lyman              | Stati Uniti      | 10"0   | 41"30  |                 |
| 21      | Gerd Zimmermann         | Germania Ovest   | 10"6   | 41"35  |                 |
| 22      | Jeong Chung-Gu          | Corea del Sud    | 10"46  | 41"42  |                 |
| 23      | Otmar Braunecker        | Austria          | 10"57  | 42"14  |                 |
| 24      | David Hampton           | Gran Bretagna    | 10"6   | 42"59  |                 |
| 25      | Bruno Toniolli          | Italia           | 10"89  | 42"67  |                 |
| 25      | Eddy Verheijen          | Paesi Bassi      | 11"16  | 42"67  |                 |
| 27      | Jouko Salakka           | Finlandia        | 10"6   | 42"81  |                 |
| 28      | Luvsanlkhagvyn Dashnyam | Mongolia         | 10"4   | 42"86  |                 |
| 29      | Gerry Cassan            | Canada           | 10"5   | 42"87  |                 |
| 30      | John Cassidy            | Canada           | 10"5   | 43"01  |                 |
| 31      | Herbert Schwarz         | Germania Ovest   | 10"9   | 43"03  |                 |
| 32      | Jappie van Dijk         | Paesi Bassi      | 10"9   | 43"04  |                 |
| 33      | Richard Tourne          | Francia          | 10"90  | 43"06  |                 |
| 34      | Ard Schenk              | Paesi Bassi      | 12"24  | 43"40  |                 |
| 35      | Jim Lynch               | Australia        | 10"53  | 43"51  |                 |
| 36      | Colin Coates            | Australia        | 10"4   | 44"74  |                 |
| -       | Ole Christian Iversen   | Norvegia         |        | DNF    |                 |
| -       | John Wurster            | Stati Uniti      |        | DNF    |                 |